# Liste der größten Unternehmen in Luxemburg
Die Liste der größten Unternehmen in Luxemburg enthält die vom Forbes Magazine in der Liste Forbes Global 2000 veröffentlichten größten börsennotierten Unternehmen in Luxemburg.
Die Rangfolge der jährlich erscheinenden Liste der 2000 größten börsennotierten Unternehmen der Welt errechnet sich aus einer Kombination von Umsatz, Nettogewinn, Aktiva und Marktwert. Dabei wurden die Platzierungen der Unternehmen in den gleich gewichteten Kategorien zu einem Rang zusammengezählt. In der Tabelle aufgeführt sind auch der Hauptsitz, die Branche und die Zahl der Mitarbeiter. Die Zahlen sind in Milliarden US-Dollar angegeben und beziehen sich auf das Geschäftsjahr 2015, für den Marktwert auf den Börsenkurs vom 1. April 2015.

## Größte börsennotierte Unternehmen
| Rang | Forbes 2000 | Name          | Hauptsitz | Umsatz (Mrd. $) | Gewinn (Mrd. $) | Aktiva (Mrd. $) | Marktwert (Mrd. $) | Mitarbeiter | Branche             |
| ---- | ----------- | ------------- | --------- | --------------- | --------------- | --------------- | ------------------ | ----------- | ------------------- |
| 1.   | 579.        | ArcelorMittal | Luxemburg | 79,2            | −1,1            | 99,2            | 15,8               | 222.000     | Stahl               |
| 2.   | 653.        | Tenaris       | Luxemburg | 10,3            | 1,3             | 16,7            | 16,9               | 27.816      | Stahl               |
| 3.   | 940.        | Altice        | Luxemburg | 5,2             | −0,5            | 43,7            | 28,1               | 9.363       | Telekommunikation   |
| 4.   | 962.        | Millicom      | Luxemburg | 6,4             | 2,6             | 13,3            | 7,3                | 13.391      | Telekommunikation   |
| 5.   | 1076.       | SES           | Betzdorf  | 2,5             | 0,8             | 12,0            | 18,6               | 1.237       | Satellitenbetreiber |
| 6.   | 1234.       | ESFG          | Luxemburg | 7,2             | −1,2            | 119,1           | 0,3                | 12.282      | Finanzdienstleister |
| 7.   | 1541.       | Ternium       | Luxemburg | 8,7             | 0,4             | 10,3            | 3,6                | 16.800      | Stahl               |